# Giwaku
Pour plus de détails, voir Fiche technique et Distribution.
Giwaku (疑惑) est un film de procès japonais réalisé par Yoshitarō Nomura, sorti en 1982.

## Synopsis
Le film suit le procès d'une femme accusée d'avoir tué son mari.

## Fiche technique
- Titre : Giwaku
- Titre original : 疑惑
- Titre anglais : Suspicion
- Réalisation : Yoshitarō Nomura
- Scénario : Motomu Furuta et Yoshitarō Nomura d'après le roman de Seichō Matsumoto
- Musique : Yasushi Akutagawa
- Photographie : Takashi Kawamata
- Décors : Kyōhei Morita
- Montage : Kazuo Ōta
- Éclairage : Matsutaro Kobayashi
- Son : Shin'ichi Harada et Takashi Matsumoto
- Production : Yoshitarō Nomura
- Société de production : Fuji Eiga Company, Kiri Production et Shōchiku
- Pays de production :  Japon
- Langue originale : japonais
- Genre : drame
- Durée : 127 minutes[1]
- Dates de sortie : 
  - Japon : 18 septembre 1982[1]

## Distribution
- Kaori Momoi : Kumako Shirakawa
- Shima Iwashita : Ritsuko Sahara, l'avocate
- Akira Emoto : Shigekazu Akitani
- Akihiko Hanyū
- Takao Itō : Tetsuro Kataoka
- Takeshi Kaga : Katsuo Toyosaki
- Jirō Kawarazaki : le détective Kobayashi
- Tanie Kitabayashi : Harue Shirakawa
- Akiji Kobayashi : Ishihara, le chef de la police
- Nenji Kobayashi : le juge Munakata
- Tatsuo Matsumura : Masao Harayama
- Kyōko Maya : Sakie Kataoka
- Norihei Miki : Tamotsu Kinoshita
- Kensaku Morita : Yoshiro Fujiwara
- Akira Nagoya : Manager Iwasaki
- Taketoshi Naitō : le juge Yazawa
- Noboru Nakaya : Fukutaro Shirakawa
- Eitarō Ozawa : le professeur Anzai
- Tetsurō Tanba : Okamura
- Isuzu Yamada : Tokie Horiuchi

## Distinctions
Sauf indication contraire, les informations mentionnées dans cette section peuvent être confirmées par la base de données cinématographiques IMDb,  présente dans la section « Liens externes ».

### Récompenses
- 1982 : Hōchi Film Award de la meilleure actrice pour Kaori Momoi[2]
- 1983 : prix Manichi du meilleur scénario pour Motomu Furuta et Yoshitarō Nomura et prix d'excellence du cinéma japonais[3]

### Nominations
- 1983 : prix du meilleur film, du meilleur réalisateur pour Yoshitarō Nomura, de la meilleure actrice pour Kaori Momoi, du meilleur acteur dans un second rôle pour Akira Emoto et Takeshi Kaga, du meilleur scénario pour Motomu Furuta et Yoshitarō Nomura, de la meilleure photographie pour Takashi Kawamata, du meilleur éclairage pour Matsutaro Kobayashi, de la meilleure musique pour Yasushi Akutagawa et du meilleur son pour Shin'ichi Harada et Takashi Matsumoto aux Japan Academy Prize[4]